# Фокер D.VI
Фокер D.VI је ловац-извиђач направљен у Немачкој. Авион је први пут полетео 1918. године. 

## Пројектовање и развој
Средином 1917. Fokker Flugzeugwerke је развио веома успешан трокрилац Фокер Dr.I, који је био очигледно супериорнији у маневрисању и стабилности у односу на савезничке авионе. Од ове конструкције преузет је труп, реп, шасија и мотор а од фокер D.VII узета су крила и тако је направљен двокрилац. Први пробни лет је направљен 15. марта 1918. године.
Прво су направљена два прототипа, који су били опремљени Oberursel Ur III од 145 KS и Siemens & Halske Sh.III од 165 KS. Почетком 1918. ови прототипови су представљени команди немачке армије која их је усвојила и уговорила мањи број комада. Међутим, због проблема са производњом мотора у Немачкој, ови авиони су били опремљени мотором Oberursel Ur II од 110 KS, који је био поузданији али слабији од осталих мотора.
Паралелано са тим активностима текла је производња авиона Фокера D.VII а пошто је он више одговарао војним захтевима, производња D.VI је обустављена већ у августу 1918. године.

## Технички опис
Труп му је правоугаоног попречног пресека. Предњи део, иза мотора је био обложен алуминијумским лимом а остали део трупа је био облепљен импрегнираним платном. Носач мотора је био од заварених челичних цеви. Пилот је седео у отвореном кокпиту. Прегледност из пилотске кабине је била добра јер је у авион уграђен звездасти ваздухом хлађен мотор.
Авион је био опремљен ваздухом хлађеним ротативним мотором, Oberursel Ur II снаге 110 KS. То је био звездасти мотор са 9 цилиндара немачка копија мотора La Rhone 9J. На вратилу мотора је била причвршћена двокрака, уочљиво широка вучна, дрвена елиса, непроменљивог корака. Мотор је лименом облогом заштићен због опасности које може изазвати својом ротацијом.
Авион Фокер D.VI је двокрилац. Горње крило му је једноделно правоугаоног облика и средње дебљине. Конструкција крила је метална са две рамењаче. Предња рамењача са нападном ивицом крила чини торзиону кутију. Крила су пресвучена импрегнираним платном. На средини је крило најдебље а према крајевима та дебљина се смањује. Горње крило је балдахином повезано са трупом авиона. Предња рамењача се са шест подупирача ослања на труп (по три са сваке стране трупа) а задња рамењача се са два подупирача ослања на труп (по један са сваке стране). На крајевима, крила су међусобно повезана упорницама у облику латиничног слава N. Подупирачи и упорнице су направљени од челичних цеви. Крила између себе немају затезаче од челичних жица које у лету стварају велики аеродинамички отпор. Елерони се налазе само на горњем крилу и заузимају више од 1/3 распона крила, укључујући и надвишене компензационе површине. Конструкција је цевасти челични оквир и челичне цеви као ребра, облога је од платна. Управљање елеронима је помоћу сајли за управљање. Доње крило је исте конструкције као и горње, али има мањи размах и ширину. Доња крила су конзолно везана за труп авиона. Горње крило је било померено ка кљуну авиона у односу на доње. Спојеви предње ивице са бочним ивица крила су полукружно изведени.
Сва три стабилизатора (вертикални и хоризонтални) су троугластог облика направљени од челичних цеви, обложени платном и причвршћени за горњу страницу трупа. Кормило правца са великом компезационом површином је направљено од челичних цеви и обложено платном. Кормила дубине су направљена од дрвета и такође обложена платном. Троугласти реп (хоризонтални стабилизатори) су ослоњени цевастим челичним подупирачима са сваке стране на доњу страницу трупа.
Стајни орган је био класичан, направљен као челична конструкција од заварених танкозидих цеви са фиксном осовином. Tочкови су били димензија Ø 690 mm x 83 mm и направљени су од лима ради мањег аеродинамичког отпора. Амортизација је била помоћу гумених каишева а на репном делу се налазила еластична дрвена дрљача.

## Наоружање
| Наоружање авиона: Фокер        |                         |
| Ватрено (стрељачко) наоружање  |                         |
| Топ                            |                         |
| Митраљез                       |                         |
| Број и ознака митраљеза        | 2 х LMG 08/15 Spandau   |
| Број метака                    | 500 по сваком митраљезу |
| Калибар                        | 7,92                    |
| Бомбардерско наоружање (бомбе) |                         |
| Ракетно наоружање (ракете)     |                         |

## Табела техничких података за авионе Фокер-
| Тип авиона Фокер D.VI |                |                |                 |                |
| ----------------- | -------------- | -------------- | --------------- | -------------- |
| Намена            | ловац          | ловац          | ловац           | ловац          |
| Година            | 1917.          | 1918.          | 1918.           | 1918.          |
| Посада            | 1              | 1              | 1               | 1              |
| Број крила        | 3              | 2              | 2               | 1              |
| Дужина            | 5,77 m         | 6,23 m         | 6,95 m          | 5,92 m         |
| Размах            | 7,10 m         | 7,65 m         | 8,90 m          | 8,35 m         |
| Висина            | 2,05 m         | 2,55 m         | 2,75 m          | 2,60m          |
| Површина крила    | 17,48 m²       | 17,70 m²       | 20,50 m²        | 10,70 m²       |
| Маса празног      | 406 kg         | 393 kg         | 735 kg          | 384 kg         |
| Маса полетна      | 586 kg         | 583 kg         | 880 kg          | 574 kg         |
| Број мотора       | 1              | 1              | 1               | 1              |
| Мотор             |                |                |                 |                |
| Снага             | 110 KS (80 kW) | 110 KS (80 kW) | 160 KS (120 kW) | 110 KS (80 kW) |
| Max. брзина       | 170 km/h       | 196 km/h       | 200 km/h        | 204 km/h       |
| Плафон            | 5.000 m        | 8.000 m        | 7.000 m         | 7.000 m        |
| Долет             | 300 km         | 300 km         | 220 km          | 300 km         |
| Брзина пењања     | 345 m/min      | 333 m/min      | 344* m/min      | 394 m/min      |
| Наоружање митраљ. | 2 х 7,92mm     | 2 х 7,92mm;    | 2 x 7,92mm      | 2 x 7,92mm     |

*са мотором BMW III, брзина пењања је 416 m/min

## Верзије
- - први прототип са мотором Oberursel Ur III снаге 145
- - други прототип са мотором Siemens & Halske  од 165

## Оперативно коришћење
Фокер је уговорио испоруку 59 авиона који су испоручени са моторима Oberursel Ur II од 110 KS, од којих је седам уступљено аустроугарској војсци.
Фокер D.VI је коришћен само кратко време на Западном фронту као ловац-извиђач и као авион за обуку пилота. То је трајало од прототипа са краја 1917. па до краја Првог светског рата у новембру 1918.

## Земље које су користиле авион Фокер
- Немачко царство
- Аустроугарска
- Краљевина Мађарска  (после рата)
- Румунија (6 заробљено у рату)

### Сачувани примерци авиона
Није сачуван ни један авион овог типа.